# Franciszek Ksawery Groër
Franciszek Ksawery Groër (ur. 21 stycznia 1807 w Nurze, zm. 20 marca 1876 w Warszawie) – polski lekarz chirurg.

## Życiorys
Urodził się w Nurze 21 stycznia 1807 jako syn Karola Gustawa oraz Ewy z domu Kiersztyn. Wykształcenie zdobył w Warszawie oraz w Wilnie. Brał udział jako lekarz wojskowy w lazarecie za Żelazną Bramą w Powstaniu Listopadowym.
W 1838 podejmuje pracę w Szpitalu Starozakonnym i po pięciu latach zostaje ordynatorem oddziału chirurgicznego. W 1849 uzyskuje doktorat z medycyny. W 1858 przejmuje obowiązki naczelnego lekarza Szpitala św. Ducha. Dzięki jego staraniom otwarto nową siedzibę szpitala przy ulicy Elektoralnej.
Publikował wiele artykułów o osiągnięć ówczesnej chirurgii w „Pamiętnikach Towarzystwa Lekarskiego Warszawskiego” i „Tygodniku Warszawskim”. Opracował historię szpitala Św. Ducha w Warszawie.
Był członkiem honorowym Rady Lekarskiej Królestwa Polskiego od 1853 oraz od 1844 członkiem Towarzystwa Lekarskiego Warszawskiego. Zmarł w Warszawie, pochowany został na cmentarzu Powązkowskim (kwatera 16-2-25).

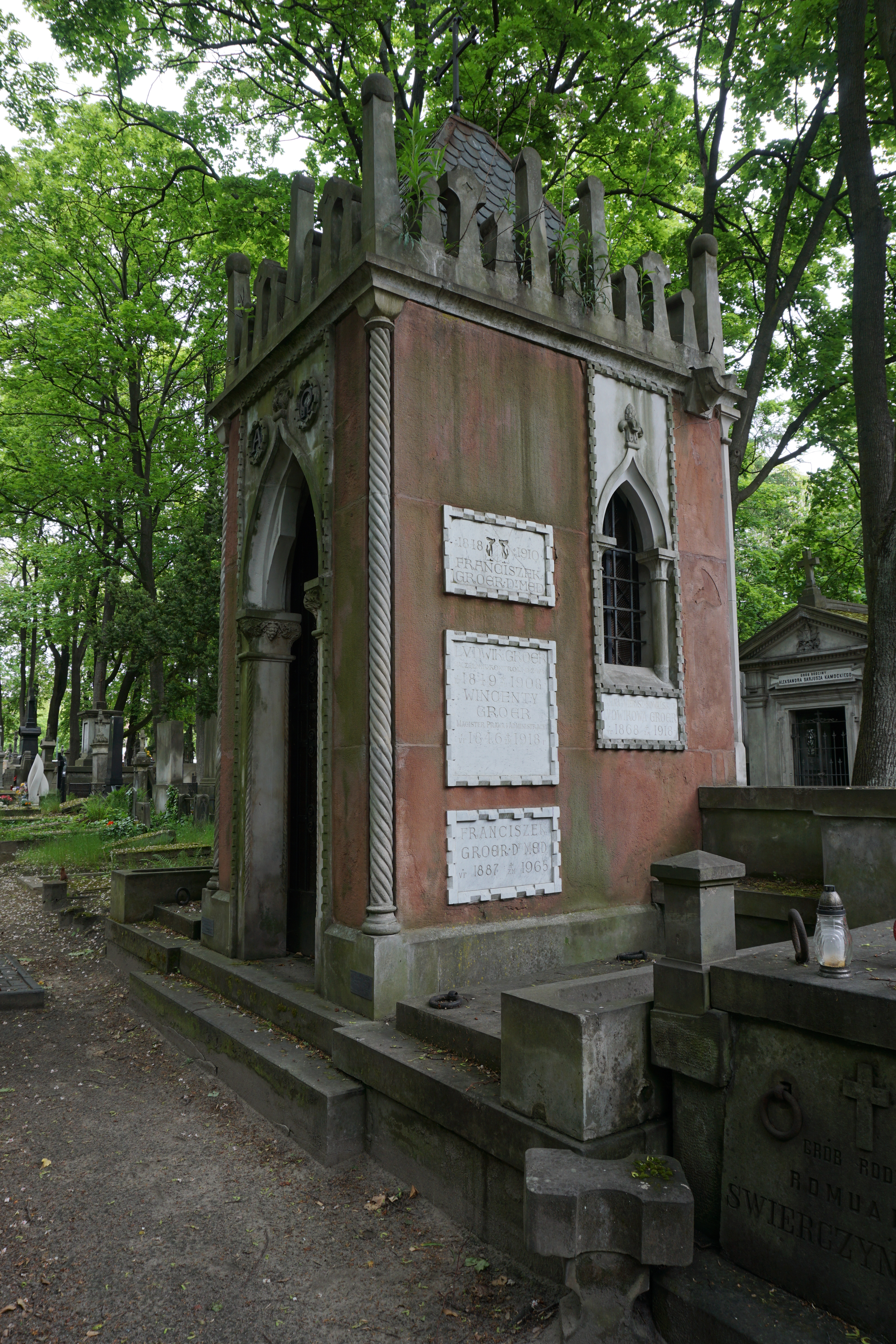
Grób Franciszka Groëra na cmentarzu Powązkowskim

Jego wnukiem jest Franciszek Groër.